# ストリートファイター2 (パチスロ)
『ストリートファイター2』は、2005年4月にアリストクラートテクノロジーズから発売されたパチスロ機。形式名は「ストリートファイター2A」。

## 概要
3枚掛け専用機の4.5号機。人気格闘ゲーム『ストリートファイターII』とのタイアップだが、タイトルに反して音声は『ストリートファイターZERO3』および『ストリートファイターIII 3rd STRIKE -Fight for the Future-』からの流用が中心で、リュウ、ケン、春麗は両作品での声が使用されている。また、本来『II』にはいないはずのダンや、「神龍拳」や「気功掌」など『ZERO』シリーズ初出の技も登場する。
巨人の星シリーズで好評だった5リールに加え、リール上部にドットマトリクスを搭載し、それらを使って様々な演出が行われる。
大量獲得機で、ビッグボーナスでは中程度の難易度の目押しをすることで500枚を超える枚数を獲得できる。600枚以上獲得するとエンディングが変化する。

## ボーナス確率
| 設定 | BIG     | REG     |
| ---- | ------- | ------- |
| 1    | 1/394.3 | 1/791.5 |
| 2    | 1/376.5 | 1/755.7 |
| 3    | 1/360.9 | 1/724.4 |
| 4    | 1/338.6 | 1/679.7 |
| 5    | 1/313.3 | 1/628.9 |
| 6    | 1/288.7 | 1/579.5 |

## 登場キャラクター

### 味方キャラクター
- リュウ（声 - 森川智之、大川透）&ケン（声 - 岩永哲哉、岸祐二）
- 春麗（声 - 宮村優子、田中敦子）
- エドモンド・本田（声 - 菅原正志）
- ブランカ（声 - うえだゆうじ）
- ダルシム（声 - 山田義晴）

### 敵キャラクター
- ベガ（声 - 西村知道）&サガット（声 - 三木眞一郎）
- ザンギエフ（声 - 高木渉）
- ダン（声 - 細井治）

## 関連商品
- 『スロッターUPコア7 激闘打!ストリートファイターII』（ドラート、2005年6月、プレイステーション2版ゲームソフト）